# Grande Síria

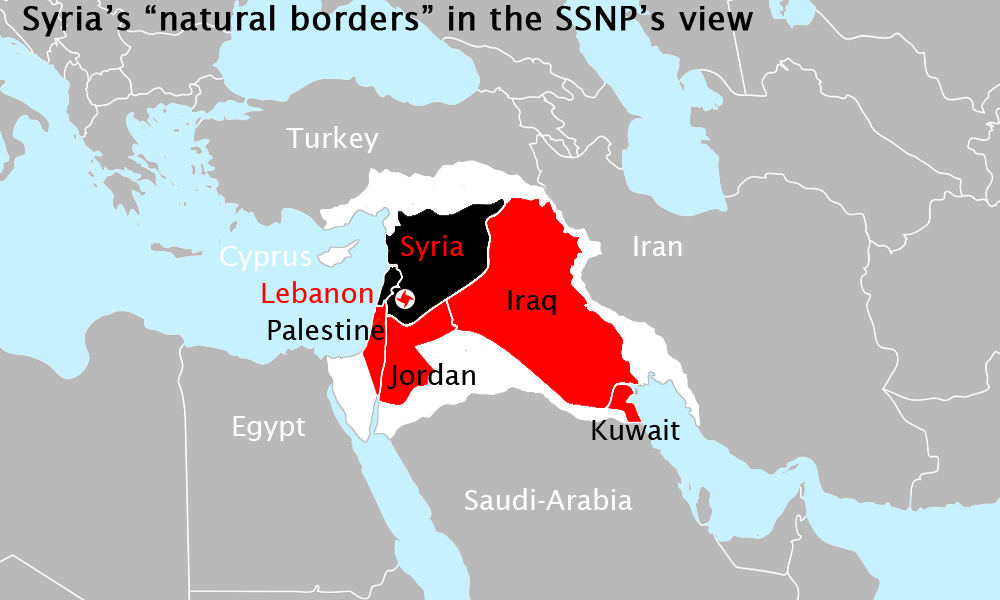
A Grande Síria, na visão do nacionalista sírio Antun Saade.

A Grande Síria  (em árabe: بلاد الشام; romaniz.: Biled Sham; lit. "País do Norte"), também referida como Síria Histórica ou Síria Natural, é uma região histórico-cultural do Oriente Médio que compreende aproximadamente os atuais Estados da Síria, Líbano, Jordânia, Israel e Territórios Palestinos. Geralmente, a expressão designa a região do Oriente Próximo situada às margens do Mar Mediterrâneo Oriental ou o Levante. Às vezes,  exclui-se a região compartilhada por Iraque e Síria, a chamada Mesopotâmia Superior. 
A região era conhecida como Síria até a sua divisão, em 1918 (oficializada pela Conferência de San Remo de 1920), após o colapso do Império Otomano que dominava a região. Desde então,  o termo passou a designar apenas o que é hoje a República Árabe Síria. Em um contexto histórico, portanto, "Síria" pode continuar a designar toda a região.

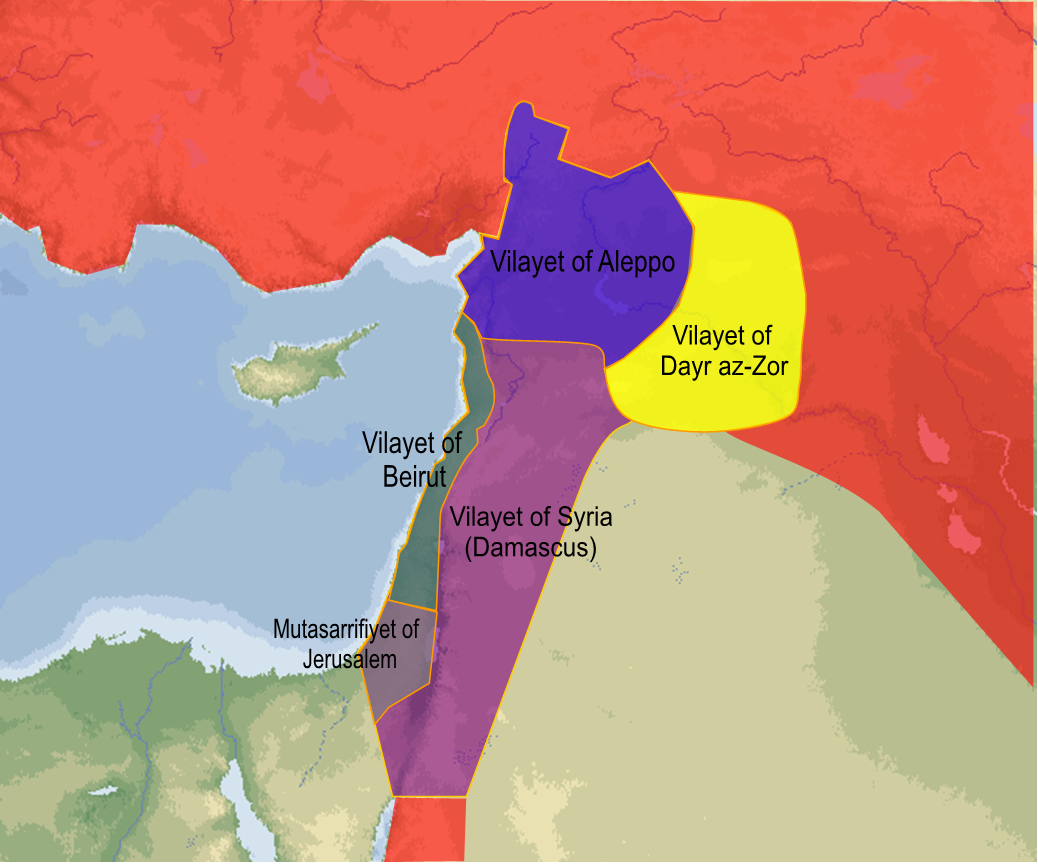
Subdivisões otomanas da região em 1918

No entanto, para diferenciar os dois conceitos, adicionam-se os adjetivos mencionados acima ou usa-se o nome árabe. O nome Sham é uma das denominações árabes da cidade de Damasco. Em árabe é muitas vezes utilizado o termo Bilade Xame e o adjetivo derivado Shami (m) - shāmiyya (f) para se referir a toda a região (o que partilha muitos traços culturais), enquanto para o Estado da Síria se utiliza Suriya, anteriormente utilizado apenas pelos cristãos orientais para se referir sobretudo à Igreja Ortodoxa Síria.

De acordo com a ideologia nacionalista irredentista desenvolvida por Antun Saade, fundador do Partido Social Nacionalista da Síria, a Grande Síria é considerada como um território que engloba regiões geográficas em que o Estado-nação sírio evoluiu. Inicialmente era considerado como coincidente com as fronteiras históricas da Síria, tais como descritas acima, mas Saade acrescentou o Iraque, o Kuwait e Chipre, considerando os limites naturais da região: os Montes Tauro, ao noroeste, as Montanhas Zagros, a nordeste, passando pelo canal do Suez e o Mar Vermelho, ao sul, incluindo a Península do Sinai, o Golfo de Aqaba e a ilha de Chipre, passando, finalmente, pelo arco do Deserto Arábico e pelo Golfo Pérsico. 